# Don Saleski
Donald Patrick „Don“ Saleski (* 10. November 1949 in Moose Jaw, Saskatchewan) ist ein ehemaliger kanadischer Eishockeyspieler, der im Verlauf seiner aktiven Karriere zwischen 1966 und 1980 unter anderem 625 Spiele für die Philadelphia Flyers und Colorado Rockies in der National Hockey League auf der Position des rechten Flügelstürmers bestritten hat. Mit den Philadelphia Flyers gewann Saleski in den Jahren 1974 und 1975 als Teil der sogenannten Broad Street Bullies zweimal in Folge den Stanley Cup.

## Karriere
Saleski verbrachte seine Juniorenzeit zwischen 1966 und 1970 bei den Regina Pats. Mit diesen spielte der Flügelstürmer zunächst jeweils eine Saison in der Canadian Major Junior Hockey League und Western Canada Hockey League, den beiden Vorgängerligen der Western Hockey League. Anschließend wechselte das Team von 1968 an für zwei Spielzeiten zurück in die Saskatchewan Junior Hockey League. Dort gewann die Mannschaft mit Saleski am Ende der Spielzeit 1968/69 den Credential Cup und nahm in der Folge auch am Memorial Cup teil. Parallel zu seinen Verpflichtungen im Eishockey ging er auch einem Studium an der University of Saskatchewan nach, das er später an der Villanova University und Wharton Business School fortsetzte. Im Sommer 1969 wurde der Angreifer im NHL Amateur Draft 1969 in der sechsten Runde an 64. Stelle von den Philadelphia Flyers aus der National Hockey League ausgewählt. Darauf folgte ein weiteres Jahr mit den Regina Pats in der SJHL, wobei er auch eine Handvoll Einsätze für die Winnipeg Jets und Saskatoon Blades in der WCHL absolvierte. Den Großteil der Saison verpasste er aber aufgrund einer Erkrankung am Pfeifferschen Drüsenfieber.
Im Sommer 1970 wechselte der Kanadier dann in den Profibereich. Während seiner ersten beiden Jahre dort schaffte der Offensivspieler jedoch nicht den Sprung in den NHL-Kader der Flyers. Stattdessen wurde er zunächst in der American Hockey League eingesetzt. Das erste Jahr verbrachte er bei den As de Québec. Im folgenden Spieljahr, in dem er auch sein NHL-Debüt für Philadelphia feierte, gehörte er dem Kader der Richmond Robins an, nachdem das Franchise im Sommer 1971 umgezogen war. Mit Beginn der Saison 1972/73 erhielt Saleski dann einen Stammplatz im Kader der Flyers und bildete mit Bob Kelly, Dave Schultz und André Dupont das Grundgerüst der sogenannten Broad Street Bullies. Mit ihrer körperbetonten Spielweise – gepaart mit der spielerischen Klasse eines Bobby Clarke, Rick MacLeish oder Bill Barber – gewannen die Philadelphia Flyers in den Jahren 1974 und 1975 zweimal in Folge den Stanley Cup. Auch in den folgenden Jahren war Saleski fester Bestandteil des erfolgreichen Teams, in dem er trotz seiner defensiven Rolle stets um die 20 Tore und 40 Scorerpunkte erzielte.
Nach etwas mehr als sechseinhalb Jahren in Diensten Philadelphias wurde der Angreifer im März 1979 zu den Colorado Rockies transferiert, die dafür später ein Zweitrunden-Wahlrecht im NHL Entry Draft 1979 erhielten. Mit seinem neuen Team tat sich Saleski schwer, da dieses in puncto Erfolge das komplette Gegenteil der Flyers war. Ebenso gab es immer wieder Differenzen zwischen ihm und Cheftrainer Don Cherry, so dass er bereits im Februar 1980 sein letztes von nur 67 Spielen für das Franchise absolvierte. Saleski beendete die Spielzeit 1979/80 schließlich bei den Fort Worth Texans, dem Farmteam der Colorado Rockies, in der Central Hockey League, ehe er seine aktive Karriere im Alter von 30 Jahren für beendet erklärte und anschließend als Unternehmer in verschiedenen Bereichen, darunter Aramark, erfolgreich tätig war.

## Erfolge und Auszeichnungen
- 1969 Credential-Cup-Gewinn mit den Regina Pats
- 1974 Stanley-Cup-Gewinn mit den Philadelphia Flyers
- 1975 Stanley-Cup-Gewinn mit den Philadelphia Flyers

## Karrierestatistik
(Legende zur Spielerstatistik: Sp oder GP = absolvierte Spiele; T oder G = erzielte Tore; V oder A = erzielte Assists; Pkt oder Pts = erzielte Scorerpunkte; SM oder PIM = erhaltene Strafminuten; +/− = Plus/Minus-Bilanz; PP = erzielte Überzahltore; SH = erzielte Unterzahltore; GW = erzielte Siegtore; 1 Play-downs/Relegation; Kursiv: Statistik nicht vollständig)